# انرژی خورشیدی بر پایه فضا

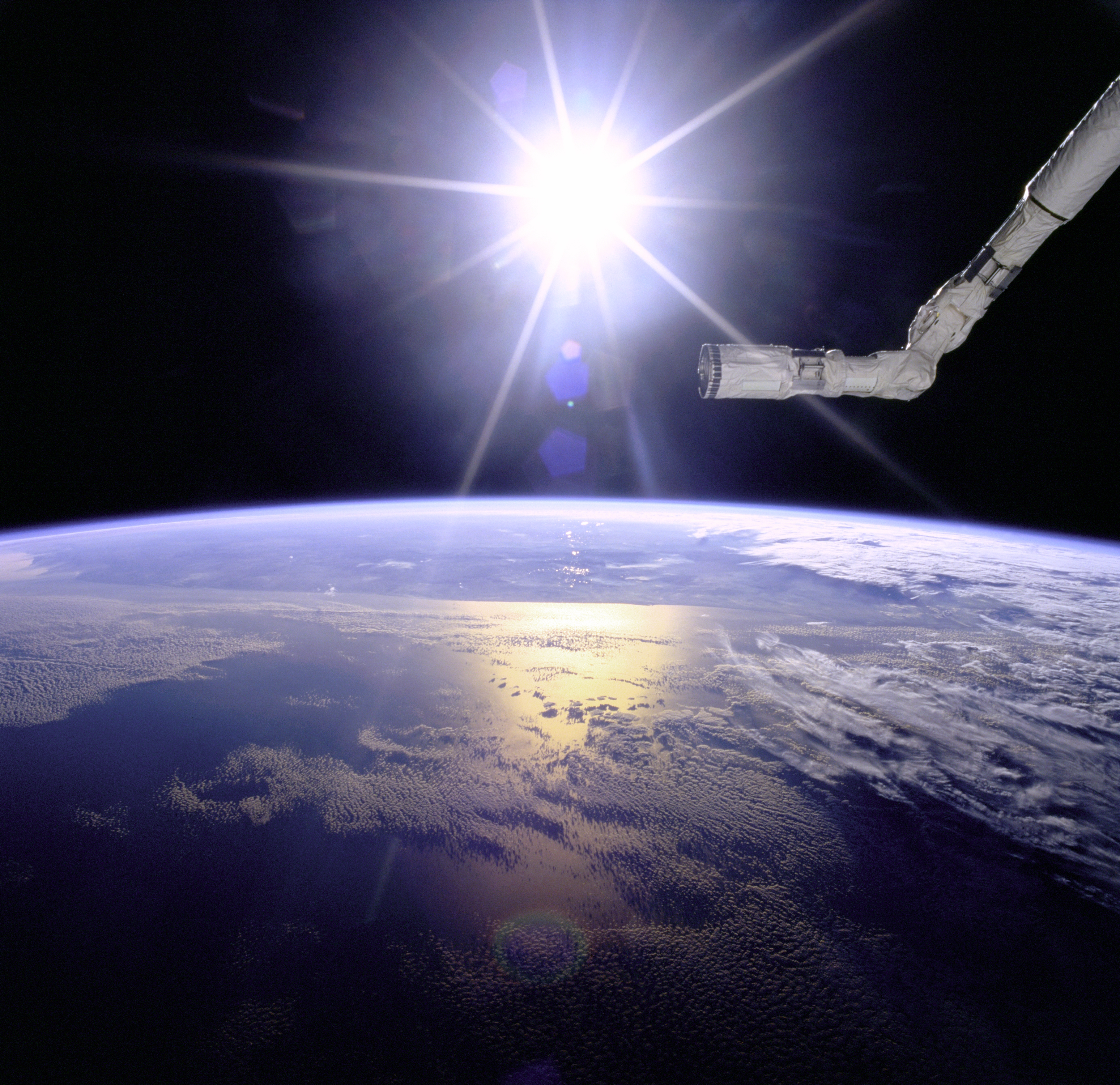

 فضا توان یا توان خورشیدی فضایی، طرحی است که در آن توان خورشیدی در فضای خارج از جو زمین جمع‌آوری می‌شود و پس از جمع‌آوری توان خورشیدی آن را به زمین انتقال می‌دهند، این انرژی عمدتاً به شکل انرژی الکتریکی در زمین استفاده می‌شود.
تحقیق بر روی این پروژه از اوایل دههٔ ۱۹۷۰ آغاز شد، در زمینه‌های متعددی بر روی این طرح تحقیق می‌شود. از جمله خورشید و ویژگی‌های آن، نور خورشید، انرژی خورشیدی و زمینه‌هایی که در طراحی و اجرای این طرح طراحان و مجریان این طرح را یاری می‌کند.
طرح فضا توان در مقایسه با طرح‌های دیگر جمع‌آوری انرژی خورشیدی متفاوت است و مزایای قابل توجهی نسبت به آن طرح‌ها دارد. در این طرح پانل‌ها در ماهواره‌های بزرگ نصب می‌گردند و با اجتناب از این ضرر و زیان و خرابی (و زیان کسینوس، برای جمع‌آوری در صفحه تخت ثابت) به علت چرخش زمین، آن‌ها در خارج از جو، در مدار قرار می‌گیرند. پس از نصب ماهواره‌ها آن‌ها نور خورشید را جمع‌آوری و به ریز موج تبدیل می‌کنند، سپس انرژی را به ایستگاه‌های دریافت، بر روی زمین ارسال می‌کنند؛ و در این ایستگاه‌ها به محض دریافت، یک جریان الکتریکی در خطوط شبکه ایجاد می‌شود. دربارهٔ انتقال انرژی از ماهواره‌ها به زمین چند روش ارائه شده‌است از جمله امواج مایکروویو و….
از مزایای این روش نسبت به روش‌های دیگری مانند فتوولتاییک، می‌توان به این مواردی اشاره کرد، مثلاً بخشی از انرژی خورشیدی در راه از طریق اتمسفر، اثرات انعکاس و جذب از دست می‌رود. در این روش تجهیزات باعث می‌شود تا تغییرات جو زمین تأثیری بر انرژی دریافت شده نداشته باشد حتی هنگام شب که نور خورشید به زمین نمی‌تابد، در فصل زمستان، در هوای برفی و بارانی که نور خورشید به زمین کم‌تر می‌تابد، می‌توان انرژی خورشیدی را بر روی ماهواره‌ها به میزان چشم‌گیری دریافت کرد.
برای اجرای چنین طرحی موانعی وجود دارد، در درجه اول مشکل انتقال انرژی از مدار به زمین برای استفاده از انرژی، از آنجا که انتقال انرژی به واسطهٔ سیم از ماهوارهٔ در حال چرخش در مدار، به سطح زمین نه عملی است و نه امکان‌پذیر است با تکنولوژی‌های امروزی، انتقال انرژی در طرح توان فضایی به‌طور کلی عبارت است از: استفاده از برخی از شیوه‌های انتقال بی‌سیم انرژی؛ ماهوارهٔ گیرنده، انرژی خورشیدی را به انرژی الکتریکی بر روی یک تخته تبدیل می‌کند، تأمین انرژی یک فرستنده مایکروویو یا ساطع‌کننده لیزر، و تمرکز پرتو خود را به سمت گیرنده (آنتن یکسوساز) در سطح زمین انجام می‌دهد. همچنین تشعشع و آسیب ریزشهاب‌وار ها می‌تواند برای توان فضایی نگرانی ایجاد کند. البته موانع دیگری مانند هزینه‌های طرح هم بر سر راه است.
اجرای این طرح موجب تحولی عظیم در جهان می‌شود، چرا که مقدار انرژی تابشی خورشید بر روی کره زمین ۶۰۰۰ برابر کل مصرف انرژی‌های سالیانه بر روی زمین است. اجرای این طرح، آغازی خواهد بود برای اجرای طرح‌هایی بزرگ‌تر و گسترده‌تر در زمینهٔ جمع‌آوری انرژی‌های موجود در فضا و گیتی، خورشید یکی از ستارگان فضا است که دمای سطح آن ۵۵۰۵ درجه سانتیگراد است. ستارگانی در فضا وجود دارند که دمای آن‌ها تا ۳۳ هزار کلوین تخمین زده می‌شود. این میزان دما یعنی گرمای فراوان و از آنجایی که گرما صورتی از انرژی است. پس در فضا مقدار بسیار زیادی از انرژی وجود دارد، با توجه به فعل و انفعالاتی که در فضا رخ می‌دهد و انرژیی که این فعل و انفعالات آزاد می‌کنند. دستیابی به انرژی‌های موجود در فضا تأثیر مؤثری بر بحران‌های انرژی جهان خواهد گذاشت. یقیناً بشر تلاش می‌کند تا این انرژی‌ها را به دست آورد و هزینه‌های تمام شدهٔ انرژی را کاهش دهد.
این پروژه را (به انگلیسی: Space-based solar power) و به اختصار SBSP می‌نامند. (" SPS "، مخفف " توان خورشیدی ماهواره‌ای (به انگلیسی: solar-power satellite) " یا " سیستم توان ماهواره‌ای (به انگلیسی: satellite power system) " است)

## تاریخچه
در سال ۱۹۴۱، نویسنده داستان‌های علمی تخیلی آیزاک آسیموف داستان کوتاه علمی تخیلی را منتشر کرد که در آن یک ایستگاه فضایی انرژی جمع‌آوری شده از خورشید را با استفاده از پرتوهای مایکروویو به سیارات مختلف، انتقال می‌دهد.
مفهوم توان خورشیدی فضایی، در اصل به عنوان سیستم ماهواره‌ای انرژی خورشیدی شناخته می‌شود، برای اولین بار در نوامبر ۱۹۶۸ شرح داده شد. در سال ۱۹۷۳ شماره ثبت اختراع ایالات متحده ۳٬۷۸۱٬۶۴۷ به پیتر گلاسر اعطا شد. وی روش خود را به گونه‌ای در نظر گرفت که انتقال قدرت در مسافت‌های طولانی با استفاده از مایکروویو از یک آنتن بسیار بزرگ که بر روی ماهواره‌ای قرار دارد به یک آنتن بسیار بزرگتر در حال حاضر به عنوان یک آنتن یکسوساز شناخته می‌شود و بر روی زمین قرار دارد، انجام می‌شود.
گلاسر پس از آن معاون رئیس جمهور در شرکت آرتور دی لیتل(ADL)شد (این شرکت، شرکتی مشاوره مدیریت بین‌المللی است)، در سال ۱۹۷۴ سازمان ناسا با شرکت ADL قرارداد امضا کرد تا هدایت چهار شرکت دیگر را در یک مطالعه گسترده‌تر به عهده گیرند. آن‌ها دریافتند که، این موضوع چندین مشکل بزرگ دارد - عمدتاً هزینهٔ قرار دادن مواد مورد نیاز در مدار و فقدان تجربه در چنین پروژه‌هایی که در فضا اجرا می‌شود - این مسائل کاملاً نشان داد که پروژه به بررسی و تحقیق بیشتری نیاز دارد.
در بین سالهای ۱۹۷۸ و ۱۹۸۱، کنگره آمریکا، وزارت انرژی و ناسا را مجاز کرد تا به‌طور مشترک به بررسی مفهوم بپردازند. آن‌ها توسعه مفهوم سیستم توان ماهواره‌ای و برنامه ارزیابی را سازمان دادند. مطالعهٔ گسترده‌ترین اجرای طرح تا به امروز ادامه داشته‌است (بودجه ۵۰ میلیون دلار). چند گزارش بررسی امکان‌سنجی مهندسی در ارتباط با پروژه منتشر شد. آن‌ها عبارتند از:

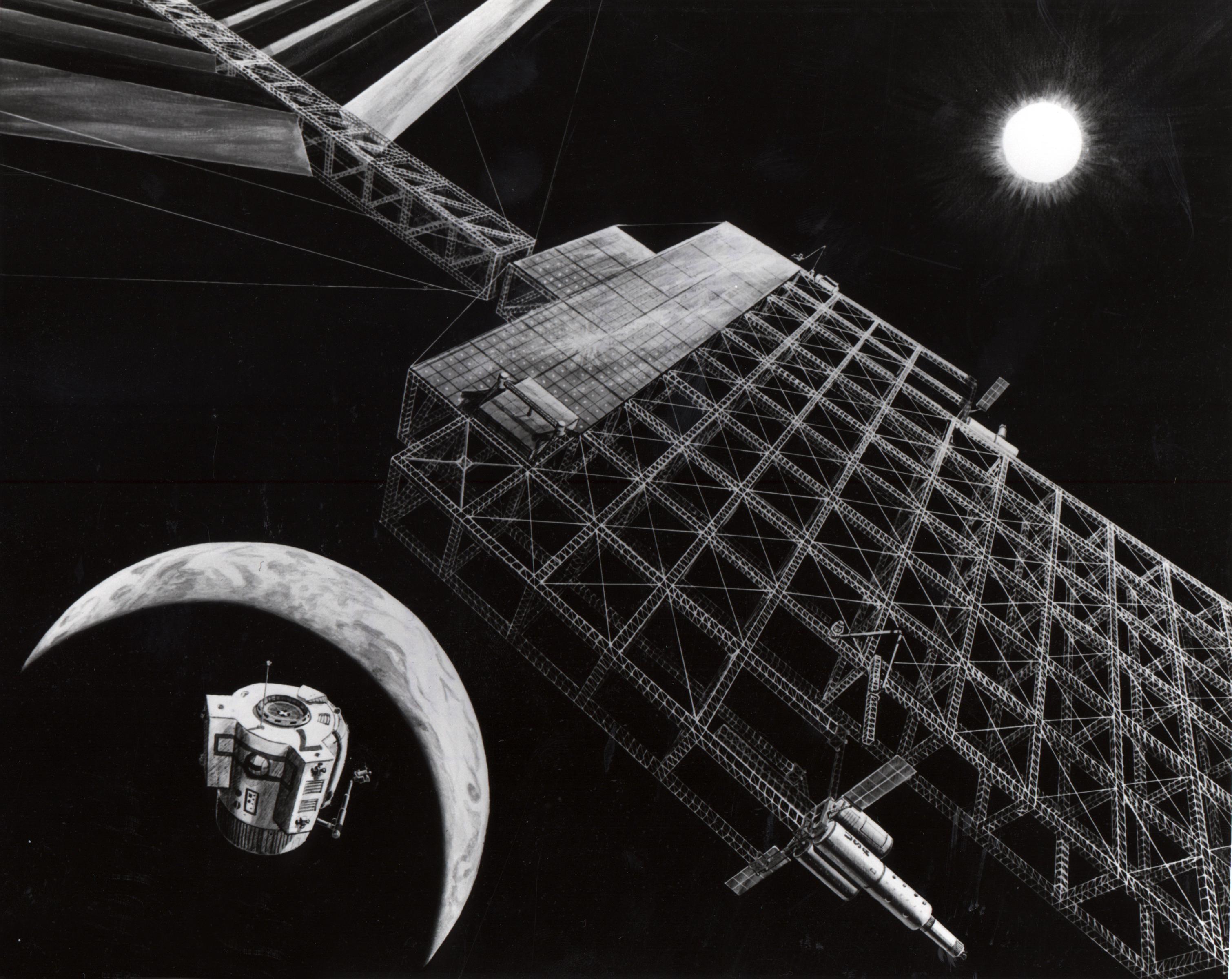
نمایی هنری از توان خورشیدی ماهواره‌ای در محل. مونتاژ یک آنتن انتقال مایکروویو نشان داده شده‌است. انرژی خورشیدی ماهواره‌ای که در یک مدار زمین‌هم‌زمان، ۳۶۰۰۰ مایل بالای سطح زمین قرار دارد. ناسا ۱۹۷۶

- منابع مورد نیاز (مواد مورد نیاز، انرژی و قطعات زمین)[۸]
- مباحث مالی و مدیریت[۹][۱۰]
- توجیه همگانی[۱۱]
- قوانین و مقررات ایالتی و محلی به عنوان به کار بردن امکانات آنتن دریافت مایکروویو در سیستم‌های توان ماهواره‌ای[۱۲]
- مشارکت دانشجویان[۱۳]
- پتانسیل لیزر برای انتقال انرژی در[۱۴] توان فضایی
- قراردادهای بین‌المللی[۱۵][۱۶]
- تمرکز و عدم تمرکز[۱۷]
- نقشه‌برداری از مناطق ممنوعه برای سایت‌های آنتن یکسوساز[۱۸]
- مسائل اقتصادی و جمعیت‌شناسی مربوط به گسترش[۱۹]
- برخی پرسش‌ها و پاسخ ها[۲۰]
- تأثیرات هواشناسی در انتشار پرتوهای لیزر و پمپ شدن لیزر خورشیدی مستقیم[۲۱]
- آزمایش توسعهٔ عامه[۲۲]
- انتقال انرژی و پذیرش خلاصهٔ مشخصات فنی و ارزیابی[۲۳]
- حمل و نقل فضایی[۲۴]

این پروژه با تغییر در دولت‌های پس از انتخابات فدرال ایالات متحده سال ۱۹۸۰ ادامه نیافت.
دفتر ارزیابی فناوری به این نتیجه رسیدند
در حال حاضر در مورد جنبه‌های فنی، اقتصادی و زیست‌محیطی در زمینهٔ توان خورشیدی ماهواره‌ای(SPS) شناخت اندکی ایجاد شده تا یک تصمیم واحدی برای ادامهٔ رشد و توسعه طرح، اتخاذ شود. علاوه بر این، بدون تحقیق بیشتر اثبات SPS یا برنامه بررسی سیستم‌های مهندسی می‌تواند یک سرمایه‌گذاری با ریسک بالا باشد.
در سال ۱۹۹۷ ناسا مطالعه‌ای با عنوان " نگاه تازه " انجام داد که در آن امکان‌سنجی طرح توان فضایی را در وضعیت مدرن، بررسی می‌کند. در ارزیابی مطالعهٔ وزارت انرژی با عنوان " چه چیزی تغییر کرده "، ناسا اظهار داشت که:
سیاست فضایی ملی ایالات متحده که در این‌جا برای ناسا نام برده می‌شود، نیاز به سرمایه‌گذاری قابل توجهی در زمینهٔ فناوری (نه صرفاً یک وسیله نقلیه خاص) است تا هزینه‌های حمل و نقل گسترده [زمین به مدار] تأمین شود. البته، این مطلب، تنها نیاز انرژی خورشیدی فضایی نیست.
در مقابل، دکتر پیت وردن ادعا کرد که انرژی خورشیدی مبتنی بر فضا حدود پنج برابر گران‌تر از نیروگاه خورشیدی آریزونا است، هزینه‌های عمدهٔ حمل و نقل مواد به مدار هم هست. دکتر وردن به راه حل‌های ممکن با عنوان سوداگرانه اشاره کرد، عقیده داشت این طرح تا چندین دهه نمی‌تواند امکان‌پذیر باشد.
افزایش شدید قیمت نفت، همراه با افزایش آگاهی عمومی دربارهٔ متغیرهای آب و هوا و ترس روزافزون از تخلیهٔ منابع طبیعی، در سال ۲۰۰۷ باعث شد دفتر فضایی امنیت ملی پنتاگون گزارشی صادر کند تا دولت ایالات متحده تشویق شود در طراحی و توسعه سیستم‌های تولید برق از فضا، نقشی پیشرو داشته باشد.
شرکت پی جی اند ای در ایالت کالیفرنیا قصد دارد ظرف ۱۵ سال ۲۰۰ مگاوات تولید کند، برای جمع‌آوری انرژی خورشیدی سیستم‌های ماهواره‌ای یکپارچه و پس از آن از طریق فرکانس رادیویی به زمین فرستاده می‌شود. این شرکت بزرگ امیدوار است، عملاً در سال ۲۰۱۶ این سیستم را شروع کند و در حال حاضر به دنبال به دست آوردن مجوز لازم از مراجع، به داشتن ارتباط با یک شرکت دیگر به نام سولارن برای قرار دادن سیستم در مدار است.
در ۲ نوامبر ۲۰۱۲، چین پیشنهاد همکاری فضایی با هند با ذکر طرح توان فضایی مطرح کرد، "... ممکن است ابتکار توان خورشیدی مبتنی بر فضا، به‌طوری‌که هر دو کشور هند و چین می‌توانند برای مشارکت طولانی مدت با تأمین مالی مناسب به همراه دیگر کشورهای مایل به همکاری فضایی، برای انتقال انرژی خورشیدی فضایی به زمین اجرا شود. "

### SERT

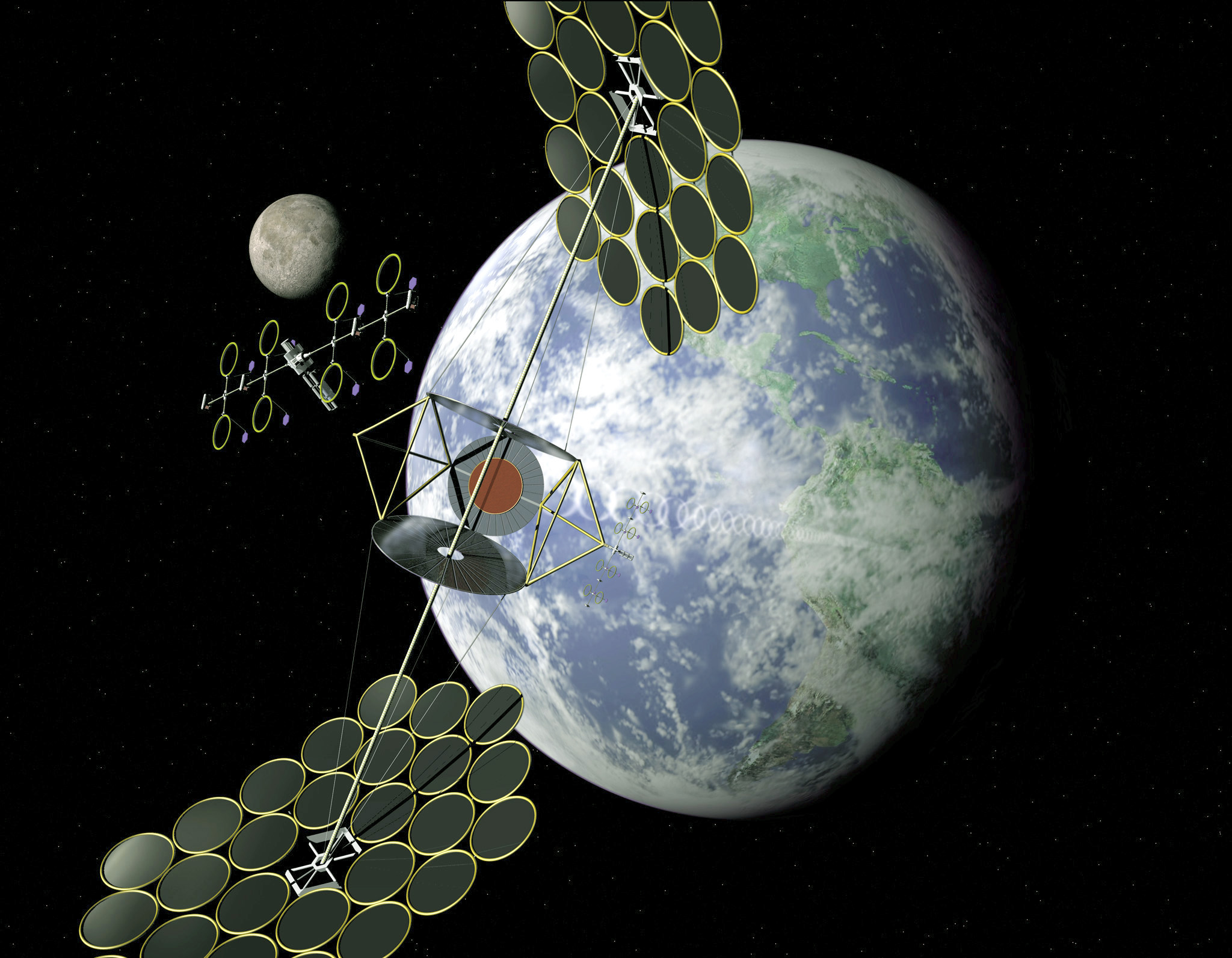
مفهوم SERT. ناسا

در سال ۱۹۹۹، برنامهٔ اکتشافی تحقیقات و فناوری توان خورشیدی فضایی(به انگلیسی: Space Solar Power Exploratory Research and Technology program, SERT) ناسا برای اهداف زیر آغاز شد:
- انجام مطالعات طرح از مفاهیم سلسله اثبات‌های برگزیده.
- مطالعات ارزیابی کلی از عملی شدن، طراحی، و شرایط لازم.
- ایجاد طرح‌های مفهومی از زیر سیستم‌هایی که استفاده از تکنولوژی‌های SSP پیشرفته، به نفع آیندهٔ فضا یا برنامه‌های کاربردی جغرافیایی باشد.
- تنظیم طرح مقدماتی عملیات برای ایالات متحده (کار با شرکای بین‌المللی) جهت آن که یک ابتکار عمل تحریک‌آمیز فناوری را به عهده گیرد.
- توسعه فناوری احداث و اثبات نقشه‌های راه برای عناصر حیاتی توان خورشیدی فضایی (SSP).

SERT دربارهٔ توسعهٔ مفهوم توان خورشیدی ماهواره‌ای (SPS) برای گیگاوات سیستم توان خورشیدی آینده، تأمین توان الکتریکی با تبدیل انرژی خورشید و انتقال آن به سطح زمین انجام شد، به شرط آن که در مسیر توسعهٔ مفهومی، فناوری‌های فعلی استفاده شود. SERT پیشنهاد شد که یک ساختار ظریف فتوولتاییک غول آسا با لنزهای متمرکز کننده یا ماشین گرمایی خورشیدی تا نور خورشید را به برق تبدیل کند. این برنامه در هر دو مدار خورشیدآهنگ و مدار زمین‌هم‌زمان مد نظر قرار گرفته‌است.
برخی از این نتیجه‌گیری‌های SERT:
- این افزایش تقاضای جهانی انرژی به احتمال زیاد برای چندین دهه ادامه خواهد داشت، در نتیجه نیروگاه‌های جدید از تمام اندازه‌ها در حال ساخت خواهد بود.
- تأثیر محیط زیست از این گیاهان و تأثیر آن‌ها در تجهیزات انرژی جهان و تثبیت امنیت ارتباطات می‌تواند مشکل آفرین باشد.
- انرژی‌های تجدید پذیر از روش‌های قانع‌کننده، هم به لحاظ فلسفی و هم از نظر مهندسی است.
- بسیاری از منابع انرژی‌های تجدید پذیر در توانایی خود جهت فراهم شدن مقرون به صرفه ارائه توان بار پایه مورد نیاز برای توسعه صنعتی جهانی و رفاه، به دلیل شرایط ذاتی خاک و آب محدود است.
- بر اساس مطالعه تعریف مفهوم خودش، مفاهیم توان خورشیدی فضایی ممکن است به بحث گذاشته شود.
- توان خورشیدی ماهواره‌ای دیگر باید به عنوان نیاز به سرمایه‌گذاری اولیه بزرگ غیرقابل تصور در زیرساخت‌های ثابت پیش‌بینی شود قبل از جایگزینی نیروگاه‌های مولد می‌تواند آغاز شود.
- سیستم‌های توان خورشیدی فضایی به نظر می‌رسد دارای بسیاری از مزایای زیست‌محیطی است، وقتی که با روش‌های جایگزین مقایسه می‌شود.
- کارایی اقتصادی در سیستم‌های توان خورشیدی فضایی بستگی دارد به بسیاری از عوامل و توسعه موفقیت‌آمیز از انواع تکنولوژی‌های جدید (دسترسی به هزینه‌های فضایی بسیار پایین‌تر است و این کم نیست)، با این حال، همان را می‌توان از بسیاری از گزینه‌های فناوری‌های توان پیشرفتهٔ دیگر اشاره کرد.
- توان خورشیدی فضایی ممکن است به خوبی به عنوان یک کاندیدای جدی در میان گزینه‌هایی که برای رفع تقاضای انرژی در قرن ۲۱ ارائه شده، ظهور کند. توسعه فناوری توان خورشیدی ماهواره‌ای فضایی در مرکز پژوهشی گلن توسط جیمز ای. دودنهوفر[پ ۱۳] و پاتریک جی. جورج[پ ۱۴] اجمالاً بررسی می‌شود، مرکز پژوهشی گلن[پ ۱۵] ناسا، واقع در شهر کلیولند، در ایالت اوهایو است.
- هزینه‌های راه اندازی در محدوده ۱۰۰ تا ۲۰۰ دلار به ازای هر کیلوگرم محموله به مدار نزدیک زمین مورد نیاز است، اگر SPS به لحاظ اقتصادی قابل دوام باشد.[۷]

### ژاپن
چندین دهه ژاپن تا میلیون‌ها دلار برای مطالعهٔ تولید انرژی از فضا صرف کرده‌است. آن‌ها قصد دارند در آینده‌ای نزدیک یک آزمون محدود در این زمینه انجام دهند. در ماه می ۲۰۱۴ طیف مجلاتIEEE یک مقاله طولانی «در فضا هوا همیشه آفتابی است» که توسط دکتر سوسومو ساساکی نوشته شده‌است، منتشر شد. "این موضوع بسیاری از مطالعات قبلی و مطالعاتی از جنس علمی تخیلی برای چند دهه را شامل می‌شود، اما توان خورشیدی مبتنی بر فضا اخیراً می‌تواند تبدیل به یک واقعیت شود البته در عرض ۲۵ سال، با توجه به یک پیشنهاد از محققان آژانس اکتشاف فضایی ژاپن بررسی می‌شود."

## مزایا
مفهوم فضا توان جذاب است چرا که فضا، دارای چندین مزیت مهم نسبت به سطح زمین جهت جمع‌آوری توان خورشیدی است.
- در فضا هیچ هوایی وجود ندارد، به‌طوری‌که سطح جمع‌آوری می‌تواند نور خورشید بسیار شدیدتری را دریافت کند، بدون مانع توسط اثر فیلتر کردن گازهای اتمسفر، پوشش ابر، شب وجود ندارد، گرد و غبار، ابرها و دیگر حوادث آب و هوا نیز وجود ندارد. در نتیجه، نسبت شدت در مدار حدود ۱۴۴ درصد به حداکثر شدت قابل دسترسی در سطح زمین است. [۳۰]
- یک ماهواره می‌تواند بیش از ۹۹٪ از زمان، روشن بماند، و در سایه زمین حداکثر فقط ۷۲ دقیقه هر شب در بهار و پاییز اعتدالی در نیمه شب محلی باقی می‌ماند.[۳۱] ماهواره‌های در حال چرخش در مدار، می‌توانند به‌طور مداوم در درجات بالایی از تابش خورشید قرار گیرند، به‌طور کلی در ۲۴ ساعت شبانه روز، در حالی که به‌طور متوسط پانل‌های خورشیدی سطح زمین در حال حاضر روزانه به‌طور متوسط ۲۹٪ توان خورشیدی را جمع‌آوری می‌کنند.[۳۲]
- توان می‌تواند به‌طور مستقیم به مناطقی که به آن بیشتر نیاز داریم با سرعت نسبتاً زیاد هدایت شود. جمع‌آوری ماهواره‌ای احتمالاً می‌تواند توان را بر مبنای سطوح مختلف مورد نیاز و بار پایه ی[پ ۱۹] جغرافیایی یا اوج بار توان مورد نیاز هدایت کند. نمونه قرارداد می‌تواند برای بار پایه باشد، توانی که مداوم است، چون اوج توان زودگذر است.
- رفع تداخل گیاهی و حیات وحش.

## خورشید

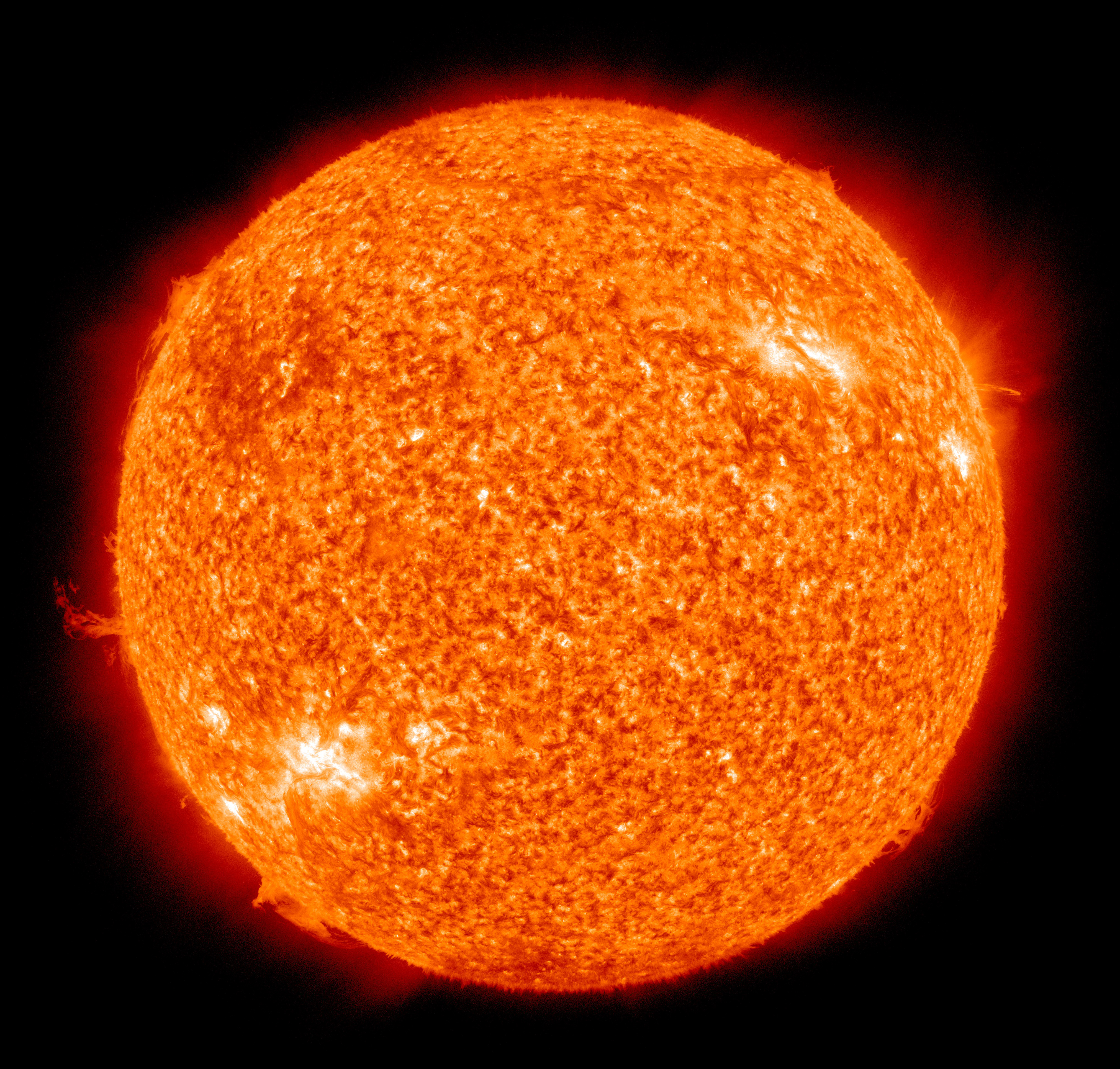
اطلاعاتی دربارهٔ خورشید: رده‌بندی ستارگان: G2V مساحت:۶٫۰۸۷۷×10^۱۸ m² ۱۱ ۹۹۰ × زمین جِرم:۱٫۹۸۹۱ ×10^۳۰ ک‌گ ۳۳۲ ۹۴۶ زمین دما برای سطح (مؤثر):۵ ۷۷۸ K دما برای هاله:~۵×10^۶ K دما برای هسته:~۱۵٫۷×10^۶ K

تحقیقات بر روی خورشید و کسب اطلاعات جامع دربارهٔ میزان انرژی آن و شدت نوری که از خورشید به زمین می‌تابد، اهمیت بسیاری در این پروژه دارد. همواره نخستین منبع انرژی در زمین، نور خورشید بوده‌است. ثابت خورشید مقدار توانی است که خورشید در یکای سطح، در زمین آزاد می‌کند که ارتباط مستقیم با نور سفید دریافتی از خورشید دارد. ثابت خورشید در فاصلهٔ یک واحد نجومی از خورشید (برابر با فاصله‌ای که زمین یا نزدیکی آن تا خورشید دارد) تقریباً برابر با ۱٬۳۶۸ W/m۲ است. نور خورشید با گذر از جو زمین ضعیف تر می‌شود و توان کمتری را به سطح می‌رساند. در شرایطی که آسمان شفاف، و خورشید نزدیک سرسو باشد، توانی نزدیک به ۱۰۰۰ وات بر مترمربع بدست خواهد آمد.
نور خورشید را می‌توان با کمک فرایندهای طبیعی و ساخت انسان مهار کرد. فرایند نورساخت در اندام‌های گیاهان انرژی نور خورشید را جذب می‌کند و آن را به صورت شیمیایی (اکسیژن و ترکیب‌های کاهش یافتهٔ کربن) آزاد می‌کند. همچنین انرژی انبار شده در نفت خام و سوخت‌های سنگواره‌ای، خود غیر مستقیم به انرژی خورشید و فرایند نورساخت وابسته‌است. علاوه بر روش‌های طبیعی با کمک ابزارهای ساخت انسان هم می‌توان یا مستقیم از گرمای خورشید بهره برد یا با کمک سلول‌های خورشیدی، نور خورشید را به انرژی الکتریکی تبدیل کرد.

## طراحی
طراحی فضا توان به دو بخش جمع‌آوری انرژی و انتقال انرژی به زمین تقسیم می‌شود. برای طراحی این سیستم می‌توان از طراحی ماهواره‌ها و ایستگاه‌های فضایی الهام گرفت.

### جمع‌آوری انرژی
منبع اصلی تغذیهٔ ماهواره معمولاً سلول‌های خورشیدی هستند. ماهواره در مدار زمین‌هم‌زمان در فضا انرژی خورشیدی را جذب کرده و در باتریها ذخیره می‌کند، این باتریها از نوع نیکل -کادمیم هستند.
منبع نیروی الکتریکی ایستگاه فضایی بین‌المللی هم انرژی خورشیدی است. انرژی خورشیدی ابتدا فقط توسط صفحات خورشیدی متصل ایستگاه تأمین می‌شود. ایستگاه از جریان برق مستقیم ۲۸ ولتی بهره می‌برند. (سامانه برق فضاپیمای شاتل نیز همین گونه است).
آرایه صفحات خورشیدی دارای طولی معادل ۵۸ متر و سطحی برابر ۳۷۵ متر مربع است. این صفحات با حرکت‌های دورانی و چرخشی، خود را برای گرفتن بیشترین مقدار نور از خورشید تنظیم می‌کنند. پس از توسعه ایستگاه و نصب بخش‌ها و سازه‌های جدید، صفحات خورشیدی متصل به ستون فقرات ایستگاه، با تولید برق مستقیم ۱۳۰ تا ۱۸۰ ولتی، برق مورد نیاز بخش‌های دیگر را با تأمین می‌کنند. این برق پس از دریافت از سامانه انرژی خورشیدی، در سراسر ایستگاه با ولتاژ ۱۶۰ ولت (مستقیم) پخش می‌شود و در صورت نیاز به صورت ۱۲۴ ولت (مستقیم) در اختیار فضانوردان قرار می‌گیرد. تبادل نیروی الکتریکی با توان و ولتاژ متفاوت بین بخش‌های مختلف ایستگاه به‌وسیله ترانسفورماتور انجام می‌شود.
در تاریخ ۲۰ مارس ۲۰۰۹ میلادی، قسمت چهارم و نهایی صفحات خورشیدی ایستگاه (حاوی دو بال) با هدایت کنترل‌کننده‌های زمینی باز و آماده کار شدند. به این ترتیب ایستگاه بین‌المللی فضایی، ده سال پس از شروع عملیات مونتاژ، با نصب آخرین صفحات خورشیدی به حداکثر ظرفیت الکتریکی خود دست‌یافت.

### انتقال انرژی به زمین
ماهواره‌ها انرژی الکتریکی را در فرکانس‌های الکترومغناطیسی به گیرنده‌های روی زمین می‌فرستد پس از دریافت انرژی، آن را به شبکهٔ برق منطقه یا شهر انتقال می‌دهد. ماهواره‌های مستقر در آن مدار به علت عدم بازتابی و دوری از سایه زمین، سیل پایان ناپذیر و مداوم انرژی الکتریکی تجدید پذیر را در سراسر ساعات شبانه روز به زمین ارسال می‌کند.

## سرمایه‌گذاری و تأمین هزینه
افزایش عمده هزینه‌ها، مربوط به انتقال تجهیزات و مواد به مدار روی شاتل فضایی است که فضاپیما می‌تواند آن را منتقل کند و ۲۰ هزار دلار به ازای هر کیلوگرم بار است. طرفداران این ایده معتقدند هزینهٔ تولید برق از تابش خورشیدی از فضا قابل تبدیل خواهد بود به منظور کاهش هزینه کلی تحویل تجهیزات و ربات‌ها در این پروژه به کمتر از ۳ هزار و ۵۰۰ دلار به ازای هر کیلوگرم تبدیل خواهد شد.

## واژه‌نامه
1. ↑  rectenna
2. ↑  micrometeoroid
3. ↑  Isaac Asimov
4. ↑  Peter Glaser
5. ↑  Arthur D. Little
6. ↑  National Aeronautics and Space Agency, NASA
7. ↑  United States Congress
8. ↑  United States Department of Energy, DOE
9. ↑  Pete Worden
10. ↑  Arizona
11. ↑  Pacific Gas and Electric, PG&E
12. ↑  Solaren
13. ↑  James E. Dudenhoefer
14. ↑  Patrick J. George
15. ↑  Glenn Research Center
16. ↑  The Institute of Electrical and Electronics Engineers
17. ↑  Susumu Sasaki
18. ↑  Japan Aerospace Exploration Agency, JAXA
19. ↑  baseload
20. ↑  Robot